# プリンツ・ハインリヒ (装甲巡洋艦)
| 「プリンツ・ハインリヒ」を描いたイラスト。 | |
| 艦歴                                       | |
| 発注                                       | キール工廠 |
| 起工                                       | 1898年1月12日 |
| 進水                                       | 1900年2月3日 |
| 就役                                       | 1902年11月3日 |
| 退役                                       | |
| その後                                     | 1920年解体処分 |
| 除籍                                       | 1920年1月25日 |
| 前級                                       | フュルスト・ビスマルク |
| 次級                                       | プリンツ・アーダルベルト級 |
| 性能諸元                                   | |
| 排水量                                     | 常備：8,887トン 満載：9,806トン |
| 全長                                       | 126.5m |
| 水線長                                     | 124.9m |
| 全幅                                       | 19.6m |
| 吃水                                       | 7.65（艦首部） 8.07（艦尾部） |
| 機関                                       | デュール式石炭・重油混焼水管缶14基 ＋直立型三段膨張式四気筒レシプロ機関3基3軸推進 |
| 最大出力                                   | 15,694hp |
| 最大速力                                   | 19.9ノット |
| 航続距離                                   | 10ノット/4,580海里 |
| 燃料                                       | 石炭：1,590トン（最大） （1908年～1909年のみタール油：175トン） |
| 乗員                                       | 567名 |
| 兵装                                       | クルップ 24cm（40口径）単装速射砲2基 クルップ 15cm（40口径）単装速射砲10基 8.8cm（30口径）単装速射砲10基 3.7cm速射砲4基（必要に応じて搭載） 45cm水中魚雷発射管単装3基 45cm水上魚雷発射管単装1基                                                                                    |
| 装甲                                       | 舷側：80～100～80mm（水線部） 甲板：35～40mm（平坦部） ボックスシタデル：100mm（側壁） 主砲塔：150mm（前盾）、30mm（天蓋） 副砲塔：100mm（側盾） 副砲ケースメイト：100mm 88mm砲ケースメイト：70mm バーベット：-mm 前部司令塔：150mm（側盾）、30mm（天蓋） 後部司令塔：12mm（側盾） |

プリンツ・ハインリヒ (Panzerkreuzer SMS Prinz Heinrich) は、ドイツ帝国海軍が第一次世界大戦前に2番目に竣工させた大型巡洋艦で同型艦は無い。

## 概要
本艦は1896－1897年計画で1隻の建造が容認された。本艦からドイツ海軍が制定した「大型巡洋艦」に類別されたために仮称艦名は“Ａ”が付く。本国艦隊の偵察部隊の主力艦として、艦隊決戦時には主力艦の補助戦力として設計された艦である。

## 艦形

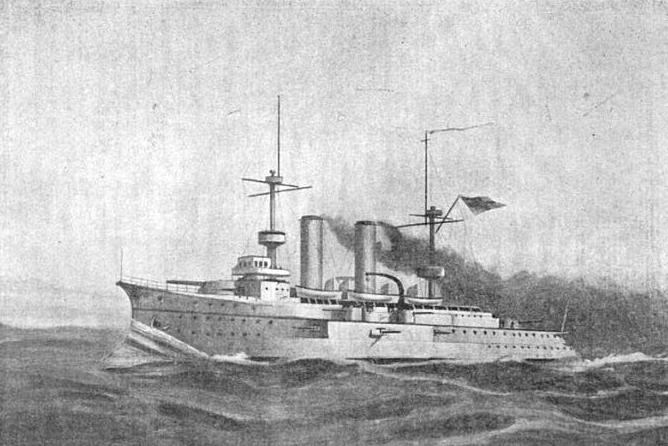
本艦を描いたイラスト。

前艦は平甲板型であったが、本艦は前弩級戦艦「ヴィッテルスバッハ級」と同じく中央船楼型船体を採用しており、側面から見た時の外観が同級と酷似していた。艦首水面下に衝角を持つのは戦艦と同じであるが、戦艦と異なるのは艦首形状が波きりの良いクリッパー・バウ型艦首となっており外洋を長距離航行する巡洋艦には必須の艦首形状であった。艦首から戦艦と同格の「24cm（40口径）砲」を単装砲塔に収め、艦首甲板上に前向きに1基、司令塔を組み込んだ操舵艦橋を基部として1段の見張り所を持つ前部ミリタリー・マストが立つ。船体中央部に2本煙突が立ち、その周囲は艦載艇置き場となっており、船体中央部に片舷1基ずつ計2基のグース・ネック（鴨の首）型クレーンにより運用される。
2番煙突の背後に後部司令塔と後部ミリタリーマスト、甲板一段分下がって後部甲板上に後ろ向きに24cm単装主砲塔の順である。副砲の15cm速射砲は単装砲架で10基を装備したが、うち4基は単装砲塔に収め、船体中央部に背中合わせに1基ずつの片舷2基を、残りの6基は舷側ケースメイト配置で船体中央部に3基ずつ配置した。この武装配置により前後方向に24cm砲1門・15cm砲4門、左右方向に最大24cm砲2門・15cm砲5門が指向できた。

## 武装

### 主砲
本艦の主砲は引き続きクルップ社製「1898年型 24cm（40口径）速射砲」を採用した。この砲はドイツ戦艦「カイザー・フリードリヒ3世級」や「ヴィッテルスバッハ級」だけでなく、オーストリア＝ハンガリー帝国海軍の前弩級戦艦にも採用されている優秀砲である。その性能は重量140㎏の砲弾を仰角30度で最大射程16,900mまで届かせる性能を持っていた。これを新設計の単装砲塔に収めて2基を搭載した。砲塔の旋回角度は首尾線方向を0度として左右150度の旋回角度を持ち、砲身の上下角度は仰角30度・俯角5度であった。装填形式は仰角4度の固定角度装填形式で、発射速度は毎分1.5発であった。

### その他の備砲・水雷兵装
副砲は「C/86 15cm（40口径）速射砲」を単装砲架で10基、他に対水雷艇迎撃用に8.8cm（30口径）単装速射砲を10基と、フランス・オチキス社製3.7cm機砲を4基装備した。その他に対艦攻撃用に45cm水中魚雷発射管を単装で3基、水上魚雷発射管で1基を装備した。